# ZOB
ZOB este o formație de punk rock din România.
A debutat în 1993, printr-un concert organizat de fundația „Corupted Morals”.
În 1995 este lansat un single, iar anul 1996 marchează apariția discului „Parodisiac”, o culegere de parodii ale unor piese celebre.
În 1998, ZOB lansează albumul „Telenovelas”, cu care ocupă locul 1 în mai multe topuri de specialitate.
În decembrie 2000 lansează albumul „III”.
La Premiile Industriei Muzicale 2001, ZOB III a fost declarat cel mai bun album de rock alternativ.
A fost nominalizată la categoria „cel mai bun rock” la Premiile Muzicale MTV România 2006.
Inceputurile a ceea ce astazi numim ZOB pot fi datate in 1988 cand Lonti, Mosu si Forrest se intalnesc prima data (la liceul Basarab din Bucuresti)si formeaza Rock Didactic, o trupa cu activitatea si succes fulgerator, locul I la Cantarea Romaniei, faza pe tara sau pe Bucuresti, dupa atatia ani detaliile si memoriile noastre nu sunt ce erau odata si nici nu suntem siguri ca e ceva cu care sa mandrim.
In 1990, odata cu venirea lui Vali Purza la bass, are loc o schimbare a numelui intr-unul mai normal si suportabil, Trafic, ceea ce nu se schimba insa este viteza de ardere si traire a trupei, 3 concerte in ISB (mai tineti minte locu'?), toate 3 ocazii pentru cei care au fost acolo de a tine minte intamplarile si numele Trafic pentru tot restul vietii lor. In 1991, la un loc cu un nume nou, Puzzle, se efectueaza spectaculosul transfer al tinerei sperante de numai 17 ani, Vlad, timp in care Vali Purza opteaza pentru o cariera sub reflectoarele televiziunii.
1992, un an nou, un nume nou, Jad, un nou membru al trupei, Feri, 2 concerte, o sa fim sinceri si o sa marturisim ca nu din cale afara de reusite, dar au avut loc si la acea vreme asta conta cel mai mult.
N-o sa acordam nici un premiu celor care au pariat ca in 1993 a mai avut loc o schimbare de nume, ei bine da, dar de data asta finala si in urma unui vis de iarna se naste Zob, nu fara obisnuita schimbare de componenta, Feri, atras de mirajul doom metalului, este lasat sa plece si Vlad si Mosu preiau dificila sarcina (la acea vreme)a partilor vocale.
In vara acelui an, dupa o serie de inregistrari la celebrul studio Trash Corporation, are loc si debutul oficial la Tehnic Club, alaturi de Dog on a rope, Ura de dupa usa, Suie Paparude, Tectonic, pentru amatorii de statistici UDDU (Ura de dupa usa) si SP (Suie Paparude) au debutat si ei cu aceasta ocazie.
In urmatorul an Zob debuteaza si la tv, in cadrul unei emisiuni al carei nume ne scapa acum, oricum, impactul trebuie ca a fost unul major de vreme ce si la trei ani de la acest debut respectivele piese inca se mai difuzau, tot la tv si tot la acea emisiune.
Aparitiile live la numeroasele festivaluri din Bucuresti si din tara ajuta la raspandirea numelui si faimei trupei in underground-ul romanesc, atata cat era el la acea vreme, anul se incheie si cu bune si cu rele, bune ar fi legendarul show desfasurat sub sloganul "Fuck the World" la Teatrul Ion Creanga, impreuna cu trupa Vank, in urma voturilor fanilor devotati, alegerea de catre Fun Radio a piesei " I shot someone" drept piesa anului, aceasta in ciuda neaparitiei ei oficiale pe nici un suport.
La capitolul rele trebuie trecuta luarea cu arcanul la oaste a lui Vlad, astfel ca activitatea trupei s-a redus drastic pentru un timp. Totusi aceasta nu a impiedicat inregistrarea unor piese pentru un split 7" impreuna cu prietenii de la UDDU, 7" aparut in prima parte a anului '95 la primul label independent din Romania, Unicorn Records.
Odata cu scaparea lui Vlad si ghearele armatei romane, actiunea de cucerire a lumii a fost reluata cu noi energii, primele semne fiind semnarea cu East&Art Records si aparitia casetei album "Parodisiac", un album cu cateva dintre hiturile live ale trupei (Bonnie, No limits) si altele care au devenit instantaneu hituri in concerte (Drumurile, Wonderful World), e drept ca unii dintre artistii ale caror piese au fost parodiate pe album nici acum , la aproape 7 ani de la aparitie, nu au inteles gluma, dar asta e deja alta discutie.
Anul 1997 a fost petrecut compunand noi piese, lucru determinat si multimea de oferte care au venit pentru un al doilea album, pana la urma am semnat cu Zone Records si in anul 1998 albumul "Telenovelas" a fost lansat, fiind precedat de primul video al trupei, pentru piesa "Telenovele".
In acest fel piese legendare ca "Balada caprii", "Bogdane", "I shot someone" sau " I'll die tomorrow" au aparut in sfarsit pe un disc oficial. "Telenovele" a adus nominalizarea pentru cea mai buna melodie a anului, Zob fiind de asemenea selectati la categoria "Cea mai buna trupa" la Ballantine's Music Awards.
N-am castigat nimic, dar macar am avut consolarea unui autograf de la Laura Badea. Anul 1999 a fost cel mai plin din punct de vedere al concertelor, in vara fiind filmat al doilea clip, pentru piesa "Vrei Altfel", care a pregatit terenul pentru albumul trei, album care ar fi venit mult mai repede daca oboseala acumulata in turnee si spaima de virusul mileniului, ca sa nu mai vorbim de cutremurul lui Hancu, nu ar fi determinat luarea unei pauze de aproximativ 3 luni la inceputul anului 2000.
Iata-ne ajunsi si in anul 2000 cand nu vom mai fi copii (dar vom avea, adica am si avut, unul)odihniti si relaxati am scris o seama de piese care peste ani vor fi considerate clasice, la puteti asculta (si pe unele chiar vedea) pe albumul III. Am facut un videoclip cu "prietena" cuiva ca a noastra nu era si, pana la urma, in ultima saptamana a mileniului a venit si III.11 piese care ne placeau atunci si ne mai plac, unele, si acum. Se pare insa ca nu ne-au placut numai noua pentru ca in primavara lui 2001, III sau lll (cum se poate vedea pe coperta) a fost desemnat cel mai bun album de rock alternativ la Premiile Industriei Muzicale Romanesti. Adica luaram un premiu ca de acum sa stam linistiti si sa ne vedem de treaba.
Pentru ca suntem buni, colegii si prietenii de la Iris ne-au propus sa le deschidem concertul "Digital Atheneaum" in turneul facut in august - noiembrie. In 2002 am mai filmat un video asa "Doar un vis", Valdut si-a permis un concediu la Paris, Lonti si-a botezat copilul, Forest a invartit de butoane la radio si Mosu si-a vazut de treaba.
In 2004 trupa a lansat albumul "Printre Nori" un album "mai linistit" de pe el filmandu-se clipuri pentru piesele "Printre Nori" ce da numele albumului , "Cantec de dragoste" si mai tarziu s-a filmat si clipul piesei "Oficial Exist".
In 2009 trupa Zob a scos albumul ZuluOscarBravo, un album cu 13 piese, temele pieselor fiind legate disrtractie, bautura, dragoste dar si de ura impotriva curentului Emo sau impotriva Jandarmeriei Romane. Vlad, a dat in judecata Jandarmeria. Revolta lui vine de la faptul ca are oroare de jandarmi din cauza nedreptatilor comise de acestia, mai ales fata de el, pe parcursul timpului. Piesa "Si ce" s-a bucurat de un clip haios la scurt timp de la lansarea albumului ZuluOscarBravo.
Pe 13 mai 2011 trupa Zob a aniversat 18 ani, cu un concert formidabil in clubul bucurestean Wings, urmand sa scoata un DVD cu inregitrari video din timpul concertului.

## Videoclipuri
| Anul | Nume                              |
| ---- | --------------------------------- |
| 1998 | «Telenovele»                      |
| 1999 | «Alfel»                           |
| 2001 | «Doar in vis»                     |
| 2004 | «Printre Nori»                    |
| 2004 | «Cantec de dragoste» (feat. Mara) |
| 2004 | «Oficial Exist»                   |
| 2006 | «Prietena mea»                    |
| 2009 | «Si ce»                           |
| 2009 | «Perfect day» (live)              |
| 2015 | "Arata-mi"                        |